# Resolution
En resolution er en forsamlings fælles beslutning vedtaget ved en afstemning.
FN's generalforsamling vedtager med jævne mellemrum resolution om konflikter for eksempel resolution 181 og Resolution 1871.
| Politik | Spire Denne artikel om politik og ideologi er en spire som bør udbygges. Du er velkommen til at hjælpe Wikipedia ved at udvide den. |